# Ratt
Ratt — американская глэм-метал-группа из Сан-Диего, достигшая пика своей популярности в середине 1980-х годов. Считается, что Ratt сильно повлияли на становление и популяризацию лос-анджелесской хард-рок- и глэм-метал-сцены.
Последний на данный момент студийный альбом «Infestation», ставший седьмым за их карьеру, был выпущен 20 апреля 2010 года.
Наиболее известными песнями группы являются «Round and Round», «Back for More», «Lay It Down», «You’re in Love», «Dance», «Way Cool Jr.», «Slip of the Lip», «Lovin' You’s a Dirty Job», «Nobody Rides for Free» и «Body Talk».

## История
Ранние годы (1973–1982)
Истоки Ratt восходят к 1973 году в Голливуде с группой под названием Firedome, основанной певцом Стивеном Пирси с несколькими друзьями. В 1974 году группа распалась, и Пирси сформировал Crystal Pystal. Название Crystal Pystal превратилось в Mickey Ratt в какой-то момент в 1976 году.
Гитарист Роббин Кросби в те же годы был участником групп Metropolis с Томми Асакавой и Паррамором Маккарти, Xcalibur, Phenomenon, Secret Service и Mac Meda с Асакавой.
Микки Рэтт претерпел различные изменения в составе. Среди участников были гитаристы Джейк Э. Ли, Крис Хагер и Боб Делеллис, басисты Мэтт Торр, Тим Гарсия и Дэйв Джеллисон, а также барабанщики Джон Тернер и Боб Айзенберг. Различные составы Микки Рэтта выпустили несколько сборников демо и запись живого концерта на инди-лейбле Пирси Top Fuel Records.
В 1980 году, чтобы увеличить свои шансы на заключение контракта с крупным лейблом, группа записала сингл «Dr. Rock» / «Drivin 'on E», который был вручен фанатам на их первых клубных концертах в Лос-Анджелесе.

В 1981 году название группы было сокращено до Ratt. Кросби играл с группой позже в том же году. Гитарист Уоррен ДеМартини, рекомендованный Ли, присоединился к группе в январе 1982 года. Басист Джин Хантер (из тизера Джейка Э. Ли) и барабанщик Хурт Майер (игравший на ударных в ранней "Tell the World", написанной Пирси, были их первой записью, которая был показан на сборнике Metal Massacre I), который временно играл в Ratt до прихода Бобби Блотцера (экс-Vic Vergeat) и Хуана Крусье (ранее с Dokken, музыкально активен с 1973 года). ДеМартини было всего 18 лет, когда его призвали в Лос-Анджелес, чтобы он присоединился к Ratt. В то время он учился в колледже в Сан-Диего и не хотел бросать учебу, чтобы присоединиться к группе, которая до сих пор имела лишь ограниченный успех. Марк Ториен ненадолго заменил ДеМартини, хотя он вернулся как раз к записи их первого EP, позже в 1982 году.

## Состав

### Классический состав
- Стивен Пирси (Stephen Pearcy) — вокал, гитара (1976—1992, 1996—2000, 2006—2014, 2016—2021)
- Уоррен Демартини (Warren DeMartini) — гитара, бэк-вокал (1981—1992, 1996—2014, 2016—2018)
- Роббин Кросби (Robbin Crosby) — гитара, бэк-вокал (1981—1991; умер в 2002)
- Хуан Краусье (Juan Croucier) — бас-гитара, бэк-вокал (1982—1983, 1983—1992, 2012—2014, 2016—2021)
- Бобби Блотцер (Bobby Blotzer) — ударные (1982—1992, 1996—2014)

### Бывшие участники
- Джиззи Пёрл (Jizzy Pearl) — вокал (2000—2006)
- Джошуа Алан (Joshua Alan) — вокал (2015—2017)
- Пол ДеНиско (Paul DeNisco) — гитара, бэк-вокал (1980)
- Крис Хэгер (Chris Hager) — гитара (1976—1981)
- Джейк И Ли (Jake E. Lee) — гитара (1980—1981)
- Боб ДеЛеллис (Bob DeLellis) — гитара, бэк-вокал (1981)
- Марк Ториен (Marq Torien) — гитара (1982)
- Кери Келли (Keri Kelli) — гитара, бэк-вокал (1999—2000)
- Джон Кораби (John Corabi) — гитара, бэк-вокал (2000—2008)
- Блэйз (Blaze) — гитара, бэк-вокал (2015—2016)
- Майкл «Док» Эллис (Michael «Doc» Ellis) — гитара, бэк-вокал (2015—2016)
- Стейси Блэйдс (Stacey Blades) — гитара, бэк-вокал (2016—2017)
- Митч Перри (Mitch Perry) — гитара, бэк-вокал (2016—2017)
- Уоррен Демартини (Warren DeMartini) — гитара, бэк-вокал (1981—1992, 1997—2014, 2016—2018)
- Карлос Кавазо (Carlos Cavazo) — гитара, бэк-вокал (2008—2014, 2016—2018)
- Мэтт Торр (Matt Thorr) — бас-гитара, бэк-вокал (1976—1981)
- Джин Хантер (Gene Hunter) — бас-гитара, бэк-вокал (1981—1982)
- Майк Нью (Mike New) — бас-гитара, бэк-вокал (1982)
- Джоуи Кристофанилли (Joey Cristofanilli) — бас-гитара, бэк-вокал (1983)
- Робби Крэйн (Robbie Crane) — бас-гитара, бэк-вокал (1997—2012)
- Скотт Гриффин (Scott Griffin) — бас-гитара, бэк-вокал (2015—2016)
- Брэд Лэнг (Brad Lang) — бас-гитара, бэк-вокал (2016)
- Боб Маркс (Bob Marks) — ударные (1976—1978)
- Боб Айзенберг (Bob Eisenberg) — ударные (1978—1980)
- Джон Тёрнер (John Turner) — ударные (1980—1981)
- Хёрт Майер (Khurt Maier) — ударные (1981—1982)
- Джимми Деграссо (Jimmy DeGrasso) — ударные (2014, 2016—2018)
- Джордан Зифф (Jordan Ziff) — гитара, бэк-вокал (2018—2021)
- Пит Холмс (Pete Holmes) — ударные, перкуссия (2018—2021)
- Крис Сэндерс (Chris Sanders) — гитара (2018—2020)
- Фрэнкуи Линдиа (Frankie Lindia) — гитара (2020—2021)

### Сессионные музыканты
- Томми Асакава (Tommy Asakawa) — гитара (1976)
- Сет Фавер (Seth Faver) — ударные (1980)
- Тим Гарсиа (Tim Garcia) — бас-гитара, бэк-вокал (1978—1981)
- Дэйв Джеллисон (Dave Jellison) — бас-гитара, бэк-вокал (1980—1981)
- Дэйв Де Эллис (Dave De Ellis) — гитара, бэк-вокал (1981)
- Майкл Шенкер (Michael Schenker) — гитара, бэк-вокал (1991—1992)

## Дискография

### Альбомы
- Out of the Cellar (1984)
- Invasion of Your Privacy (1985)
- Dancing Undercover (1986)
- Reach for the Sky (1988)
- Detonator (1990)
- Ratt (1999)
- Infestation (2010)

### Мини-альбомы
- Ratt (1983)

### Сборники
- Ratt & Roll 81-91 (1991)
- Collage (1997)
- The Essentials (2002)
- Ratt: Metal Hits (2003)
- Tell the World: The Very Best of Ratt (2007)